# Никодим (Боков)
Епископ Никодим (в миру Николай Павлович Боков; 17 января 1850, село Купли, Шацкий уезд, Тамбовская губерния — 13 марта 1914, Астрахань) — епископ Русской православной церкви, епископ Астраханский и Енотаевский. Богослов.

## Биография
Родился 17 января 1850 года в семье священника Тамбовской епархии. Окончил Тамбовскую духовную семинарию в 1872 году и определен псаломщиком и учителем школы в село Копыла.
8 ноября 1873 года рукоположен в сан священника церкви села Кулаева Казанской епархии, затем служил в Казанском кафедральном соборе и был председателем управления епархиального свечного завода.
В 1887 году овдовел и поступил в Казанскую духовную академию, которую окончил в 1891 году со степенью кандидата богословия.
15 августа 1891 года назначен инспектором Тульской духовной семинарии, а 6 октября — пострижен в монашество.
28 февраля 1893 года возведён в сан архимандрита и 1 марта назначен ректором Симбирской духовной семинарии.
25 июля 1895 года хиротонисан во епископа Сарапульского, викария Вятской епархии. Хиротония состоялась в Свято-Троицком соборе Александро-Невской Лавры. Чин хиротонии совершали: митрополит Санкт-Петербургский Палладий (Раев), архиепископ Финляндский Антоний (Вадковский), архиепископ Херсонский Иустин (Охотин), епископ Нарвский Никандр (Молчанов) и епископ Гдовский Назарий (Кириллов).
Стараниями епископа Сарапульского Никодима открыт, в 1900 году, Сарапульский Иоанно-Предтеченский монастырь.
С 17 декабря 1900 года — епископ Приамурский и Благовещенский.
С 3 ноября 1906 года — епископ Рязанский и Зарайский.
С 25 июля 1911 года — епископ Полоцкий и Витебский.
С 8 марта 1913 года — епископ Астраханский и Енотаевский.
Много заботился о духовно-учебных заведениях, на воспитанников семинарии, окончивших курс, всегда смотрел как на первых кандидатов в священство, предоставляя им сразу по окончании курса священнические места. Во всех заведениях он улучшил содержание учащихся пищей, и ввиду недостатка в епархии средств на переустройство мужского духовного училища обещал дать им временно из сумм архиерейского дома, тем самым подвигнул вперёд долго длящееся дело переустройства училища.
Заботился епископ Никодим и об улучшении миссионерского дела в епархии, привлекая к участию в нем не только миссионеров, а всё духовенство. По благословению владыки 2 февраля 1914 года в Епархиальной библиотеке состоялся публичный диспут с баптистами по вопросу о крещении младенцев. Событие привлекло к себе массу участников. Зал библиотеки не мог вместить всех желающих, полиция еле сдерживала толпу у входа, которая напирала своим натиском, выбив стекла у входной двери. После долгих споров баптисты, не выдержав, с шумом покинули зал Епархиальной библиотеки. Было это уже в первом часу ночи.
Скончался 13 марта 1914 года. 15 марта в Троицком соборе произошло отпевание почившего. Гроб с телом владыки был перенесён в нижний Владимирский храм кафедрального собора, где уже была приготовлена могила. Епископ Никодим стал последним из астраханских архиереев, нашедших пристанище в усыпальнице Успенского собора.

## Труды
- История нашего спасения во Иисусе Христе. (Брошюра). «Сам. Еп. Вед.» 1910, № 17, с. 347.
- Слово в неделю пятую по Пасхе о жене Самарянине. «Изв. Каз. Еп.» 1887, № 9, с. 212—221.